# Yang Lei (chanteuse)
Dans ce nom chinois, le nom de famille, Yang, précède le nom personnel.
Yang Lei (ch. trad. : 陽蕾 ; ch. simp. : 阳蕾), née le 12 octobre 1984 à Sichuan en (Chine), est une chanteuse de pop chanteur et actrice qui est devenue célèbre quand elle a remporté le concours de chant national Super Girl en 2006.